# 永冨謙
永冨 謙（ながとみ けん）は、日本の廃道・廃線・隧道・橋梁愛好家、フリーライター。大阪府豊中市在住。ハンドルネームは「nagajis」。

## 略歴
1972年8月7日大阪府に生まれる。大阪大学大学院工学研究科卒業。廃道を紹介するWebサイト 旧道倶楽部 を開設後、2005年に平沼義之とともに、『日本の廃道』というPDF形式のwebマガジンを発刊した。2008年には平沼義之と共著で『廃道をゆく』を刊行。以後『廃道本』『廃道をゆく2』の出版に携わった。2011年には単著で「道を拓いた偉人伝」を出版した。

## 著書・作品

### 監修・編集
- WEBマガジン『日本の廃道』（2005年 - ）

### 単著
- 『"道"を拓いた偉人伝』（2011年、イカロス出版）

### 共著
- 『廃道をゆく』（2008年、イカロス出版）
- 『酷道をゆく2』（2008年、イカロス出版）
- 『廃道本』（2008年、実業之日本社）
- 『廃線跡の記録』（2010年、三才ブックス）
- 『廃道をゆく3』（2010年、イカロス出版）
- 『廃線跡の記録2』（2011年、三才ブックス）
- 『廃道をゆく4』（2011年、イカロス出版）

## 講演・イベント出演
- 『廃道ナイト』（2009年9月6日、東京カルチャーカルチャー）
- 『廃道ナイト! 2010早春 オブローダー総決起集会!!』（2010年1月30日、東京カルチャーカルチャー）

## 関係項目
- 廃道
- 廃墟
- 酷道
- 隧道
- 廃線
- 平沼義之 - 廃道・隧道愛好家、フリーライター。